# Homoródkarácsonyfalvi unitárius templom

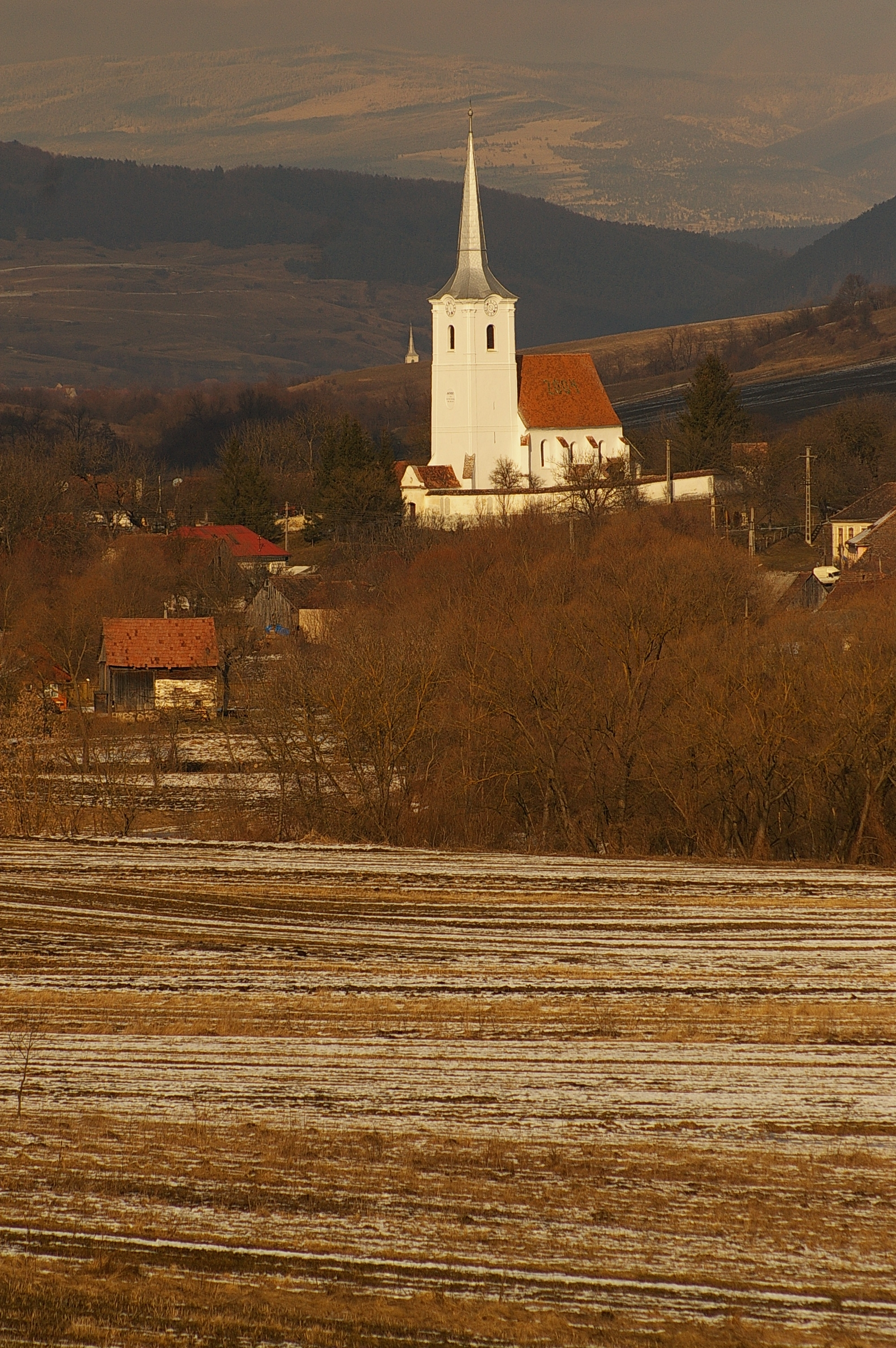

A Homoródkarácsonyfalvi unitárius templom a falu központjában egy kiemelkedő dombon áll. Hargita megye műemlékeinek hivatalos jegyzékében  műemléktemplomként tartják nyilván.

## A templom története
Homoródkarácsonyfalva az 1333-as pápai tizedjegyzékben Krachni néven szerepelt. 1453-ban Karáchonfalva néven említették a korabeli dokumentumokban. Az 1567-es regesztrumban 30 kapuval jegyezték be.
A templom építése a 13. század második felére, az átmeneti korra tehető.
A műemléképületet a középkorban csak kapuval és toronnyal bővítették. Déli kapujának kialakítására és ablakainak első átalakítására a 15. században kerülhetett sor, a hajó falképeinek egyrészét is ugyanabban a korban festették.
1496-ban a román kori templomot nyugati homlokzati toronnyal bővítették és a falakat magasították. Tornyának építésekor készült az Agnus Dei domborművel díszített nyugati kapu, amelyen az 1496-os évszám olvasható.
A 17-18. században a műemléktemplomot többször is javították.
A diadalív felirata az 1790-es felújítást jelzi.
A templom karzata 1789-ben készült és 1855-ben bővítették.

## A templom leírása
A hármas tagolású keletelt templomnak magas gúlasisakos tornya, téglalap alakú, meredek fedelű hajója, félköríves diadalíve és alacsony, félköríves szentélye van.
A templom belsejében a hajó északi falánál párkányszerű elkeskenyedés mutatkozik, amely az eredeti belső magasságot jelzi.
A hajó nyugati falát a toronytest teljesen eltakarja, csak az átlósan kitámasztott falsarkok láthatók. Az északi részen sajátos félkörívekből formált díszes faragott kőhasáb van beépítve.
Nyugati bejárata félköríves, a déli falát támpillérek tartják, amelyek között keskeny, félköríves ablaknyílások vannak.
A hajó nyugati és déli falánál eredetileg virágmintás mellvéddel festett, ma szürkére mázolt karzat látható. A hajót félkörívű diadalív választja el az alacsonyabb szentélytől. A diadalív evangéliumi  oldalához szorosan kapcsolódik a szószék, amelynek koronáján az 1798-as évszám olvasható.  
A hajót középkori eredetű, magas nyeregtető borítja.
A negyedgömb-boltozattal fedett szentély félköríves záródású, amelynek délkelet felé néző keskeny, félköríves ablaknyílása van.  A délkeleti mély ablak alatt egyszerű kis szentségtartó fülke látható. Az északi oldalon egy befalazott sekrestyeajtó nyomai látszanak.
A karácsonyfalvi templom az egyetlen Udvarhelyszéken, amelynek román kori szentélye épen megmaradt.
A templom alaprajza a román kor egyszerű típusát mutatja, téglalap alakú hajó, keskenyebb félköríves szentély.
A műemléktemplom legfőbb dísze a 96 táblából álló 1752-ben festett kazettás mennyezet. A díszítés nagyon változatos, a növénymotívumos festések mellett figurális ábrák is szerepelnek.
Egyik tábláján a protestáns ikonográfia legismertebb jelképe, egy pelikánmadár látható. 
A templom többi berendezése a központi karzaton elhelyezett 1853-ban épített orgona, a  szószékkorona és az úrasztala.

## A freskók
A templom külső falait díszítő középkori falképeket először Orbán Balázs említette:
„Kivül a leomladozó vakolat alól régi fresco festmények tünedeznek elő.”
2005-ben a műemléktemplom belső felújítása alkalmával a szentély teljes felületén  falfestés nyomaira bukkantak. 2006-ban a hajó északi falán különböző korokból származó falképeket tártak fel.
A legkorábbi freskó a 14. század első felében készült, további falképfestésre a 14-15. század fordulóján kerülhetett sor, amelynek szerzője eddig ismeretlen.
A templom északi falán a Szent László-legenda hét jelenetben látható. 
A Szent László-képek alatti falfestmények korábbi eredetűek, amelyek Jézus születését és  Szent Ilonát, valamint a  három királyok hódolatát jelképezik.
A szószék felett található 14. században készült legkorábbi falkép  Jézus születését ábrázolja.
A 14-15. század fordulóján készült freskó Szent László 1068-as kerlési (cserhalmi) csatáját  eleveníti 
fel.  A 11,6 méter hosszú és 2 méter széles falképet napjainkban Szent László-legendaként emlegetik.
Az utolsó középkori falfestésre valószínűleg az 1496-os toronyépítéskor kerülhetett sor. 
A korszak belső falképei közül eddig csak a hajóban találhatót tárták fel, amely a Három királyok 
hódolatát és Szent Ilonát ábrázolja.

## A torony
A torony alsó része gótikus stílusban készült, a legfelső óraíves szintjét a múlt században építették hozzá. 
Nyugati sarkain átlós elhelyezésű, lépcsősen osztott támpillérek  állnak,  közöttük a torony szemöldökgyámos kapuzata nyílik. A hajó nyugati félköríves bejáratához patkóívű nyílás vezet.
A templomtorony  első és második szintjén három irányban lőréses ablakok vannak.
A felső északi toronyablak belső szemöldökköve hengertagos faragású, amelyen két sorban  rovásírás vésete látható.

## A várfal
A templomot kőkerítés veszi körül, amelynek nyugati és délkeleti oldalán portikussal védett bejárata van. A barokk homlokzatú nyugati portikusból fedett folyosó vezet a toronyalj bejáratáig.

## Külső hivatkozások
- Művelődés, közművelődési folyóirat. Kolozsvár, 2008.